# ペニーワイズ
ペニーワイズ（Pennywise）は、エピタフ・レコードに所属するアメリカ合衆国のパンク・バンド。ブラック・フラッグやサークル・ジャークス、マイナー・スレット、バッド・レリジョンなどに影響を受けたメンバーにより結成。社会への批判などメッセージ性の強い歌詞と、上記バンドからの影響の強い音楽性が特徴。2007年からMySpaceが運営するMySpace Recordsに移籍。バンド名の由来はスティーヴン・キングの小説『IT』に登場するピエロの怪物「ペニーワイズ」から。

## 概要・来歴
結成時のメンバーはジム・リンドバーグ、フレッチャー・ドラッグ、ジェイソン・サースク、バイロン・マクマキンの4人。1996年にジェイソンが脱退し、ランディ・ブラッドベリーがメンバーに加入。詳細は後述のメンバーの節を参照のこと。
2007年、約10年間在籍していたエピタフ・レコードからMySpace Recordsに移籍。移籍前と変わらず、現在もエピタフ・レコードとの親交は深い。
2009年8月21日、ジム・リンドバーグがペニーワイズからの脱退を表明。
2010年2月16日、Igniteのボーカリストであるゾリ・テグラスが新しくボーカルとして加入。
2012年10月29日、ゾリ・テグラスが怪我の治療のため、長期離脱。ジム・リンドバーグの復帰を発表。

## メンバー
- フレッチャー・ドラッグ (Fletcher Dragge) - ギター (1988年- )
- バイロン・マクマキン (Byron McMackin) - ドラム (1988年- )
- ジム・リンドバーグ (Jim Lindberg) - ボーカル (1988年-2009年、2012年- )
- ランディ・ブラッドベリー (Randy Bradbury) - ベース (1996年- )

### 旧メンバー
- ジェイソン・サースク (Jason Matthew Thirsk) - ベース (1988年-1996年) ※1996年死去
  - 1996年に脱退。脱退後まもなく酒に酔い自殺してしまい、メンバーはジェイソンの死を深く悲しんだ。彼が亡くなった翌1997年にリリースしたアルバム『フル・サークル』の最後に隠しトラックとして収録されている「ブロー・ヒム・トリビュート」という楽曲は、ジェイソンに捧げられたものである。彼らはライブの最後に決まってその曲を演奏する。これは彼らがジェイソンへの想いのためでもあるとされる。「ブロー・ヒム」はアメリカ、NHLのアナハイム・ダックスやドイツ、ブンデスリーガのVfBシュトゥットガルトのゴールソングに選曲されたことがある。ジェイソンの実弟のジャスティン・サースクは「98ミュート」というバンドでドラムを担当し、ペニーワイズの前座などでライブを行っていた。プロデューサーはフレッチャー・ドラッグである。
- ゾリ・テグラス (Zoltán Téglás) - ボーカル (2010年-2012年)

## ディスコグラフィ

### スタジオ・アルバム
- 『ペニーワイズ』 - Pennywise (1991年)
- 『アンノウン・ロード』 - Unknown Road (1993年)
- 『アバウト・タイム』 - About Time (1995年)
- 『フル・サークル』 - Full Circle (1997年)
- 『ストレイト・アヘッド』 - Straight Ahead (1999年)
- 『ランド・オヴ・ザ・フリー?』 - Land of the Free? (2001年)
- 『フロム・ジ・アッシーズ』 - From the Ashes (2003年)
- 『フューズ』 - The Fuse (2005年)
- 『リーズン・トゥ・ビリーヴ』 - Reason to Believe (2008年) ※MySpaceの会員限定で全曲無料ダウンロードが可能
- 『オール・オア・ナッシング』 - All or Nothing (2012年)
- 『イエスタデーズ』 - Yesterdays (2014年)
- 『ネヴァー・ゴナ・ダイ』 - Never Gonna Die (2018年)

### ライブ・アルバム
- 『ライヴ・アット・ザ・キー・クラブ』 - Live @ the Key Club (2000年)